# Autorretrato com Julie (1787)
Autorretrato com Julie (Ternura Materna) é uma pintura de 1787 de Élisabeth Vigée Le Brun que retrata a artista abraçando ternamente sua filha. Atualmente, faz parte do acervo do Louvre. Criada pouco antes da Revolução Francesa, incorpora os ideais iluministas de afeição maternal e se afasta do retrato aristocrático convencional por meio de seu calor natural, fundo minimalista e pose íntima. É amplamente elogiada por sua sinceridade emocional e, desde então, reconhecida por influenciar o retrato da era romântica. A pintura destaca a proeminência de Vigée Le Brun como uma artista feminina de destaque, combinando técnica neoclássica com sentimento sincero de uma forma que abriu novos caminhos para sua época.

## Antecedentes
A obra é um autorretrato e retrata a artista abraçando sua filha, Jeanne Julie Louise Le Brun. O abraço terno reflete os temas sentimentais e as emoções predominantes na arte do final do século XVIII. Exibida no Salão de 1787, a pintura ganhou destaque por seu naturalismo e afeição. A pintura rompeu com as convenções formais do retrato neoclássico e aristocrático, alinhando-se às filosofias predominantes da época, que enfatizavam a expressão de emoções e a apresentação da intimidade livremente.
A composição de Vigée Le Brun foi criada pouco antes do início da Revolução Francesa em 1789, um período marcado por crescente agitação política. Nessa época, Vigée Le Brun estava no auge de sua carreira, trabalhando como retratista oficial de Maria Antonieta e uma das favoritas da aristocracia francesa. Vigée Le Brun era frequentemente contratada para pintar Maria Antonieta, produzindo inúmeros retratos da rainha e frequentemente retratando membros da aristocracia francesa. Uma de suas obras mais significativas, Maria Antonieta e seus filhos (1787), retrata a rainha com seus três filhos, refletindo os temas maternos que eram centrais na obra de Vigée Le Brun.
Além dos retratos reais, Vigée Le Brun frequentemente retratava protagonistas femininas em suas obras. O foco em mulheres em obras de arte era incomum para artistas de sua época. Como uma das poucas artistas femininas proeminentes do período, ela retratou mulheres por meio de sua arte de maneira elegante e sentimental. No entanto, Autorretrato com Julie se destaca por seus temas pessoais, mesclando ideais neoclássicos com tendências emergentes de retratos expressivos e enfatizando as virtudes da vida doméstica.

## Descrição
Na pintura, Vigée Le Brun retrata a si mesma e sua filha Julie, que aparece em um perfil de três quartos. As figuras estão posicionadas imediatamente em primeiro plano. Julie, com aproximadamente cinco ou seis anos de idade, senta-se confortavelmente no colo da mãe, olhando para fora. Vigée Le Brun abraça a filha firmemente, encarando o observador diretamente, atraindo-o para a intimidade do momento. Como Joseph Baillio observou, a abordagem de Vigée Le Brun nesta pintura reflete as ideias de Jean-Jacques Rousseau, segundo as quais "uma mãe pode ser representada como uma Madona ou em uma pose rafaeliana".
Outra característica notável da pintura é o sorriso. Le Brun sorri com os dentes à mostra. Segundo o historiador Colin Jones, a exibição de dentes ao sorrir era incomum em retratos de elite até aquele momento da história. Avanços na odontologia, sugere Jones, permitiram que bons dentes se tornassem marcadores de status.